# Джордж Арлис
Джордж А́рлис (на английски: George Arliss) е британски актьор, сценарист, режисьор и драматург, придобил голям успех в Холивуд.

## Биография
Той става първия британски актьор, носител на „Оскар“ за най-добра мъжка роля. Негов добър приятел е известният астроном Едуин Хъбъл.
Филмовата си кариера започва през 1921 г. с филма „Дяволът“ и още няколко неми филма, от които не всички са оцелели до наши дни.
Има един брак, няма деца. Умира на 5 февруари 1946 г. от бронхиална астма на 77 години.

## Избрана филмография
| Година | Филм     | Оригинално заглавие | Роля               | Режисьор     | Бележки                       |
| ------ | -------- | ------------------- | ------------------ | ------------ | ----------------------------- |
| 1929   | Дизраели | Disraeli            | Бенджамин Дизраели | Алфред Грийн | Оскар за най-добра мъжка роля |

## За него
- Fells, Robert M. George Arliss: The Man Who Played God (Scarecrow Press, 2004)
- Fells, The Arliss Archives: The Further Adventures of The Man Who Played God (Arliss Publishing House, 2011)
- Fells, More Rarities From the Arliss Archives: A 125th Anniversary Salute to George Arliss (Arliss Publishing House, 2012)
- Fells, The 1921 Lost DISRAELI: A Photo Reconstruction of the George Arliss Silent Film (Arliss Publishing House, 2013)